# Олешня (Чернігівський район)
Оле́шня — село в Україні, у Добрянській селищній громаді Чернігівського району Чернігівської області. Батьківщина української діячки освітянського та жіночого рухів Софії Федорівни Русової.  В 1922 - 2019 центр Олешнянської сільської ради, до якої також належали села Грибова Рудня, Олександрівка і Заводське.

## Географія

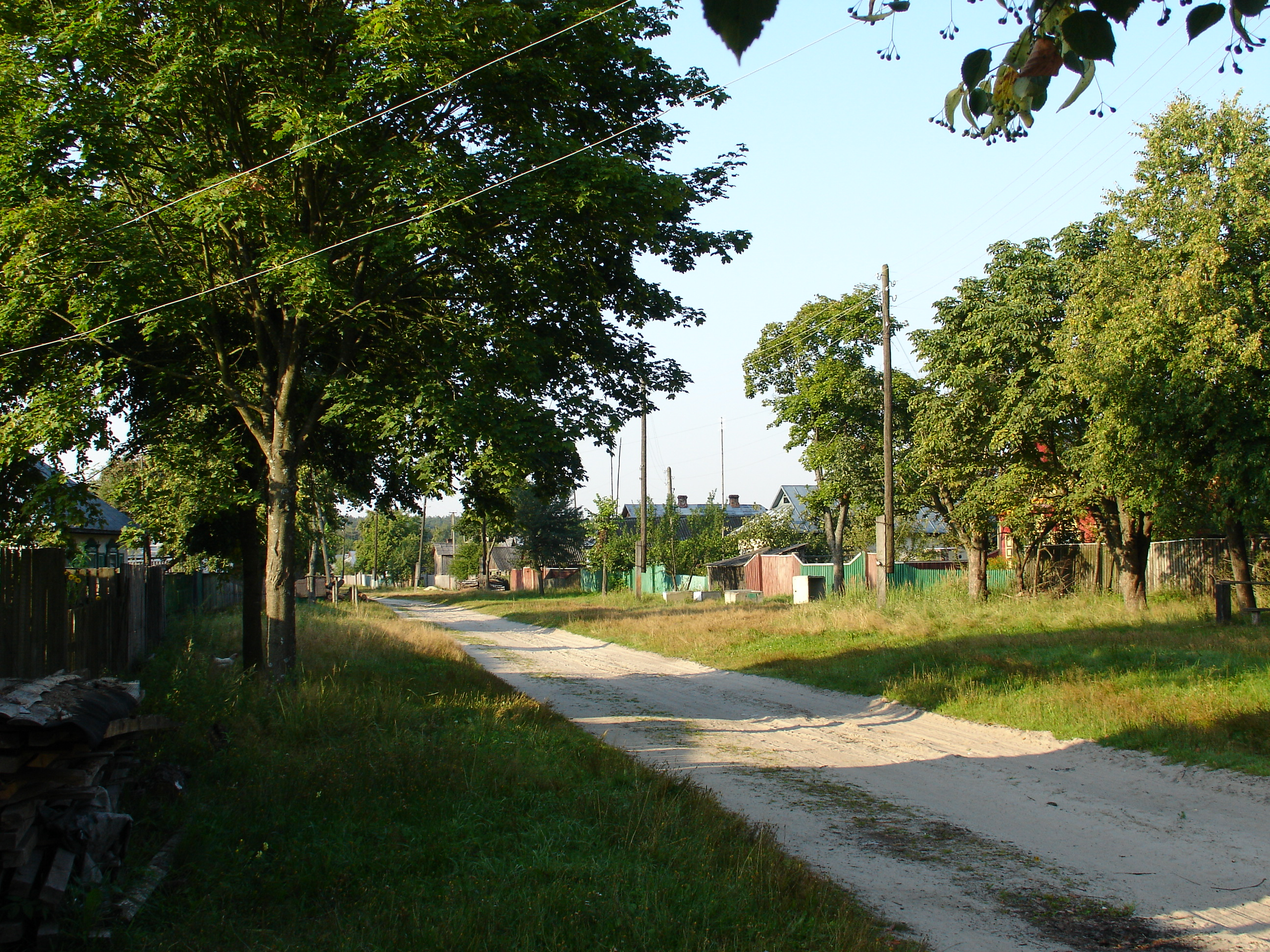
Вулиця Шевченка

Олешня розташована на сході Поліської низовини, серед соснового бору. Через село з півдня на північ тече дев'ятикілометровий струмок Сухий Вир, який впадає у річку Вир, що належить до басейну Дніпра. Відстань до державного кордону з Республікою Білорусь автошляхом становить 18 км.
З 1928 Олешню перетинає залізниця, яка прямує з Чернігова до білоруського Гомеля. У 1980-их роках з'явилась особиста, поки що ґрунтова, залізнична платформа Олешня. Менша частина Олешні знаходиться на сході від залізниці, у той час як на півночі та заході, вздовж залізниці розташована більша частина, так званий «Хутір».
На півночі села розташована залізнична станція Грибова Рудня. Він неї ближче йти до Голубих озер, всього 200 м.
Через велику кількість носіїв прізвища «Кобзар» у минулому олешнянська шкільна околиця здобула назви «Кобзаровщина», а східний сільський окіл зветься «Балабайовщина», бо свого часу був відданий у власність родині Балабайових, одній з нечисленних російських за походженням родин.
Центральна олешнянська вулиця, Трудова, є відразу і сполученням села з автострадою Чернігів — Гомель, відстань до якої становить 9 км.

## Історія
За однією інформацією Олешню засновано 1706 року як населений пункт Чернігівського полку, проте в ревізіях Чернігівського полку за першу половину XVIII століття таке село не значиться.
За іншою — село згадується в універсалі гетьмана Івана Мазепи від 1687 р. про надання земельних наділів Івану Скоропадському.
У 1782 царський режим ліквідував разом з іншими полками й Чернігівський, на місці якого утворено повіти. Через це Олешня відійшла до Городнянського повіту Чернігівського намісництва, який з 1796 входив до Малоросійської губернії. У 1802 губернію розформували і Городнянський повіт включили до складу новоствореної Чернігівської губернії.
Наприкінці XVIII ст. власницею села вважалася Ганна Костянтинівна Сахновська (до шлюбу Лизогуб), дружина березнянського сотника і бунчукового товариша Павла Якимовича Сахновського. На початку ХІХ ст. Олешня перейшла до рук поміщиці Коденцової, за якої тут було відкрито винокуренний завод. А у 40-і роки ХІХ ст. село викупив Федір Федорович Ліндфорс — відставний полковник, кавалер орденів Св. Станіслава ІІ ст., Св. Анни ІІІ ст., Св. Володимира і медалей «За турецьку війну».
Федір Ліндфорс, прийнявши у власність село, почав активні господарські дії. По-перше, він закрив невигідне винокурінне виробництво і зайнявся культивуванням місцевості під сінокоси, для чого активно осушувались болота.
Розширення землеробських площ приносило великі кошти, на частину яких Ліндфорс задумав перетворити Олешню у село з плановими вулицями. За узгодженим проектом почали переносити будівлі. У центрі села утворено площу з церквою за проектом чернігівського архітектора Єфремова. Від площі простягались дві широкі вулиці.
Околиці Олешні багаті на якісну глину, придатну для гончарства. Тому у 1895 році Чернігівське земство сприяло відкриттю у селі гончарної майстерні, у якій працювали понад 40 професійних гончарів. За радянської доби на базі майстерні з ручною працею створено механізоване підприємство, яке виготовляло цеглу, черепицю і посуд.
На початку 1918 Олешня підпала під радянську владу, а вже з березня 1918 вона увійшла до складу Городнянського повіту Чернігівської землі УНР. Але і цей етап теж видався лише короткотривалим.
У січні 1919 Червона армія захопила Олешню і в селі остаточно встановилася радянська влада. З перервою за часів нацистської окупації (1941–1943) вона проіснувала в Олешні до відновлення української незалежності 24 серпня 1991. Проте партизанські дії проти більшовиків у лісовій місцевості навколо Олешні тривали до середини 1920-х років. Особливою активністю вирізнявся загін, яким командував отаман Іван Галака. Повстанці здійснювали регулярні атаки на підрозділи червоноармійців та місцевих більшовиків, проте тероризували також місцеве єврейське населення, яке активно підтримувало більшовиків. Бійці Галаки налагодили співпрацю з загонами Білоруської Народної Республіки під проводом генерала Станіслава Булак-Балаховича [Станіслаў Булак-Балаховіч]. Зимою 1921 року, підтримуючи наступ військ УНР, отаман Галака із загоном біля 700 вояків встановив контроль над усіма лісовими теренами Чернігівського й Городнянського повіту, активно діяв і на білоруському Поліссі. Після захоплення повстанськими силами містечка Ріпки повстанський штаб поширив таку відозву: «Громадяни! Спасайтесь од насильників-більшовиків, які розстрілюють вас у ЧеКа. Ви не ждіть, доки вас усіх перестріляють, а бийте їх. Ми боремось за вас. Галака». 3 липня 1921 року отаман Галака убитий бійцями карального більшовицького загону у сьогоднішньому Галаківському лісі. Пізніша радянська історіографія традиційно називала отамана бандитом і приписувала йому різноманітні звірства, які у спогадах місцевих жителів пов'язуються натомість із червоним терором.
1922 року, після стабілізації комуністичного режиму в Олешні створено сільську раду, одну з перших у Городнянському повіті.
У результаті адміністративно-територіальної реформи 1923 року Олешня відійшла до новоутвореного Ріпкинського району також новоутвореної Чернігівської округи, яка належала до Чернігівської губернії. 1 серпня 1925 губернський поділ припинив своє існування і таким чином Чернігівська округа безпосередньо підпорядковано республіканській владі в Харкові (столиця УРСР до 1934). Вже в 1930 розформовано й округи УРСР, через що Ріпкинський район став однією з найвищих територіальних одиниць Української РСР. Але цей поділ теж був недовготривалим і 15 жовтня 1932 Олешня разом зі всім Ріпкинським районом увійшла до складу щойно створеної Чернігівської області.
Важкого лиха зазнала Олешня під час ходи Голодомору Україною в 1932–1933 роках, хоча на селі й не було та не планувалося створення колгоспу.
Наприкінці серпня 1941 до Олешні увійшли підрозділи 43-го армійського корпусу Вермахту, штаб котрих був розташований у хаті № 2 Шкільної вулиці. Нацистська окупація тривала більше двох років, до жовтня 1943. Під час Другої Світової Війни особливих пошкоджень зазнали олешнянські кар'єри.
Після поновлення української державності 24 серпня 1991 в Олешні знову встановлено українську владу.
14 липня 2008 року через наявність сказу у однієї з тварин на теренах всієї Олешнянської сільської ради запроваджено двомісячний карантин.
12 червня 2020 року, відповідно до розпорядження Кабінету Міністрів України № 730-р «Про визначення адміністративних центрів та затвердження територій територіальних громад Чернігівської області», увійшло до складу Добрянської селищної громади.
19 липня 2020 року, в результаті адміністративно - територіальної реформи та ліквідації Ріпкинського району, село увійшло до складу Чернігівського району Чернігівської області.

## Населення
Згідно з переписом УРСР 1989 року чисельність наявного населення села становила 1173 особи, з яких 515 чоловіків та 658 жінок.
За переписом населення України 2001 року в селі мешкали 983 особи.

### Мова
Розподіл населення за рідною мовою за даними перепису 2001 року:
| Мова       | Відсоток |
| ---------- | -------- |
| українська | 92,77 %  |
| російська  | 5,60 %   |
| білоруська | 1,53 %   |

## Відомі уродженці Олешні
- Софія Федорівна Русова (Ліндфорс) (1856–1940) — педагог і громадська діячка, одна з піонерок українського жіночого руху, дочка генерал-лейтенанта Федора Ліндфорса та дружина громадського діяча Олександра Русова;
- Михайло Іванович Денисенко[11] (1917–2000) — художник, лауреат Премії імені Катерини Білокур, Заслужений майстер народної творчості України;
- Іван Іванович Бібік[12] (нар. 1925) — гончар, Заслужений майстер народної творчості України;
- Григорій Павлович Денисенко (1925—2002) — гончар, кавалер Ордена «За заслуги» III ступеня, Заслужений майстер народної творчості України;
- Железняк Омелян Савелійович (1909–1963) — український художник кераміст; заслужений майстер народної творчості УРСР.

## Визначні пам'ятки
В Олешні знаходиться церква Св. Катерини середини XIX століття, на подвір'ї якої розташовано каплицю в ім'я Смоленської ікони Божої матері, збудовану над могилами батьків Софії Русової, та інших членів родини Ліндфорсів. До того ж на церковній землі у 1991 році за підтримкою Михайла Івановича Денисенка, заслуженого майстра народної творчості та уродженця села, встановлений пам'ятний знак на честь Софії Русової.
Окрім цього, у селі збереглася садиба Ліндфорсів, у якій свого часу народилась Софія Русова, а зараз знаходиться фельдшерсько-акушерський пункт та невеликий музей Софії Русової, розташований у приміщенні колишньої гончарної майстерні, яка знаходилася на території садиби. На присадибній території розташована старовинна липова алея та дубові насадження.
У сільському сквері з 1950-х років стоїть пам'ятник селянам, загиблим під час Другої Світової Війни.

## Зайнятість населення

### Гончарство
Олешня є гончарним центром Чернігівської області. Декілька селян відзначено званням «заслужений майстер народної творчості». Олешнянські гончарні вироби багато представлені у Національному музеї-заповіднику українського гончарства в Опішному. Одних тільки творів Заслуженого майстра народної творчості України та уродженця Олешні, Григорія Денисенка, там зберігається понад 130.

### Кварцові скляні піски

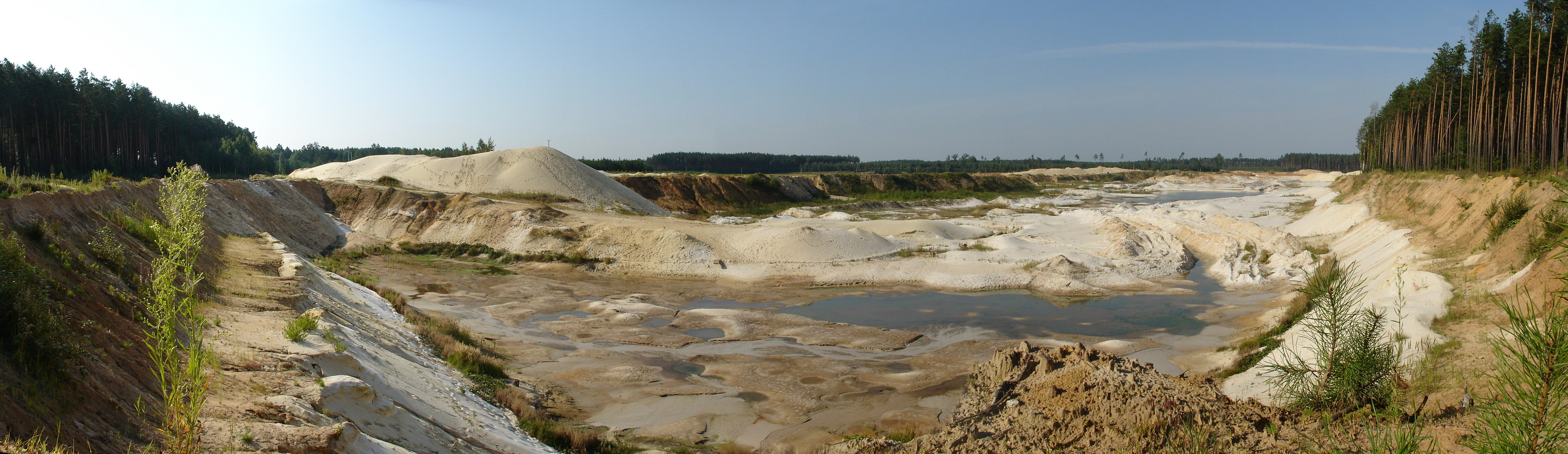
Пісочний кар'єр

В Олешні та її околицях залягають високоякісні кварцові скляні піски загальнодержавного значення, що їх видобувають у відкритих кар'єрах, на яких працює велика кількість сільських мешканців. На основі порожніх кар'єрів створено ставки, так званні «Голубі озера», які зараз служать рекреації та відпочинку населення.

## Освіта
Олешня має дуже стару освітянську традицію. Ще у середині XIX століття батько Софії Русової — Федір Федорович Ліндфорс створив на селі школу, у якій свого часу учителювала і його відома донька.
Зараз на основі того навчального закладу в Олешні діє середня загальноосвітня школа I—III ступенів. 23 вересня 1993 постановою Кабінету Міністрів України № 796-93-п школі присвоєно ім'я Софії Русової.
10 квітня 2007 нащадки Софії Русової передали Олешнянській шкільній бібліотеці багатий книжковий фонд. У школі також діє маленький музей Софії Русової.
У жовтні 2007 директор Олешнянської школи Петро Григорович Куліш отримав обласну Премію імені Софії Русової, яка 29 листопада 2006 була створена Чернігівською обласною радою.

## Політика
З 2002 по 2012, вже другий термін поспіль посаду голови сільської ради обіймала Надія Павлівна Авраменко. До складу сільської ради входять 16 членів.
Олешня знаходиться на теренах територіального виборчого округу № 206 і є центром виборчої дільниці № 740681.

## Культура і спорт
В Олешні діє парафія Української Православної Церкви, яка існує з середини XIX століття і призупиняла свою діяльність лише за радянського режиму. У селі є також сільський клуб.
На південній околиці Олешні, на місті старого клубу, зараз знаходиться спортивний майданчик.

## Інші цікавинки
8 квітня 2008 в Олешні знешкоджено великий артилерійський снаряд часів Другої Світової Війни, знайдений 7 квітня під час земляних робіт.